# Kurowice (obwód lwowski)
Kurowice (ukr. Куровичі) – wieś w rejonie lwowskim (wcześniej w rejonie złoczowskim) obwodu lwowskiego, założona w 1443. Wieś liczy 1185 mieszkańców w 2024 roku.

## Historia
29 grudnia 1918 r. w Kurowicach został zamordowany przez żołnierzy ukraińskich ksiądz Adam Hentschel, proboszcz rzymskokatolicki z Biłki Szlacheckiej.
18 sierpnia 1920 roku pod Kurowicami toczyły się walki polskiego 45 pułku piechoty Strzelców Kresowych ppłk. Michała Bajera z oddziałami sowieckiej 6 Dywizji Kawalerii Iosifa Apanasienki i 11 Dywizji Kawalerii Fiodora Morozowa. Kosztem 30 zabitych i rannych Polacy przełamali linie bolszewików otwierając sobie drogę odwrotu w kierunku Lwowa.
W II Rzeczypospolitej miejscowość była siedzibą gminy wiejskiej Kurowice w powiecie przemyślańskim województwa tarnopolskiego.
20 września 1939 r. żołnierze sowieccy zastrzelili w Kurowicach siedmiu, nieznanych z imienia i nazwiska, polskich policjantów.
W okresie okupacji Polski przez wojska sowieckie i niemieckie w Kurowicach znajdował się obóz pracy. Niemcy więzili w obozie (mieszczącym się w dawnym majątku Potockich) kilkuset Żydów, których wykorzystywano do robót drogowych. Obóz został zlikwidowany w lipcu 1943 roku przez przeniesienie więźniów do innych obozów.
W kwietniu 1944 roku lotnictwo radzieckie zbombardowało Kurowice niszcząc szosę i tor kolejowy oraz powodując znaczne ofiary w ludziach i straty w mieniu. W tym samym miesiącu Polacy opuścili Kurowice w obawie przed atakiem UPA (według raportu Komitetu Ziem Wschodnich – 30 rodzin), przenosząc się do polskiego ośrodka samoobrony w Biłkach Królewskiej i Szlacheckiej lub dalej na zachód.

## Zabytki
W Kurowicach znajduje się czynny kościół rzymskokatolicki pw. św. Antoniego, zbudowany według projektu inż. Stefana Bogdanowicza w latach 1934–1938. Budowę współfinansował Alfred Potocki. Po II wojnie światowej kościół został zamieniony na skład zboża, oddany katolikom w 1990 roku.

## Urodzeni w Kurowicach
- Stanisław Narajewski (1860–1943) – prezbiter katolicki, etyk, profesor i rektor Uniwersytetu Lwowskiego
- Stanisław Wyszyński (1895–1940) – kapitan administracji Wojska Polskiego
- Mieczysława Piotrowska (1909–1998) – polska poetka[13].